# Windows Defender
Windows Defender (anche noto come Microsoft Defender Antivirus, Sicurezza di Windows, Security Essentials a partire da Windows 10 e precedentemente chiamato Microsoft AntiSpyware) è un software prodotto dalla Microsoft per sistemi Windows. È disponibile gratuitamente dal sito Microsoft ed è integrato di default a partire da Windows Vista (edizioni server comprese). 
Windows Defender era un semplice anti-spyware incluso in Windows Vista e 7, mentre da Windows 8 in poi esso integra la protezione di Microsoft Security Essential (MSE), garantendo così una protezione anti malware globale. Gli utenti di Windows 7 possono comunque scaricare e installare MSE separatamente.

## Descrizione
Windows Defender è basato su GIANT AntiSpyware: infatti fu originariamente sviluppato dalla GIANT Company Software, che è stata in seguito acquisita da Microsoft il 16 dicembre 2004. Le vecchie versioni di GIANT AntiSpyware supportano solamente le vecchie versioni di Windows.
Alla RSA Security Conference del 2005, Bill Gates aveva annunciato Windows Defender. Annunciò anche che Windows Defender sarebbe stato incluso di default in Windows Vista.
Windows Defender non include solo funzioni di scansione del sistema, così come altri prodotti analoghi presenti sul mercato, ma include anche una protezione in tempo reale monitorando costantemente Windows. È anche incluso un supporto per gli ActiveX maligni. È anche integrato un supporto, chiamato Microsoft SpyNet, che invia a Microsoft informazioni circa eventuali spyware rilevati da un utente. Windows Defender è stato criticato in quanto esso stesso è vulnerabile ad alcuni attacchi.
Windows Defender da Windows 8 (e successivi) non è più solo un software anti-spyware ma è anche un anti-virus; infatti esso è la nuova versione di Microsoft Security Essentials che era distribuito per Windows XP, Vista e 7. Dal punto di vista dell'interfaccia utente e del funzionamento è molto simile, se non identico, a Security Essentials: ha anche le medesime limitazioni, come anti-malware (non scansiona in tempo reale la posta elettronica ma, solo indirettamente, gli allegati quando scaricati, e non possiede altre classiche funzioni avanzate dei antimalware avanzati di terze parti). Ad ogni modo, rispetto a anti-malware più completi e complessi, richiede poche risorse di sistema.

## Versioni

### Beta 1

Il logo di Windows Defender nel 2007.

La prima versione beta di Windows Defender (al tempo Microsoft AntiSpyware) fu resa pubblica il 6 gennaio 2005. Già allora, era disponibile gratuitamente (solo dopo aver convalidato l'autenticità del proprio sistema). Sostanzialmente, vantava tutte le caratteristiche di GIANT AntiSpyware, ma il programma era stato riscritto da Microsoft, nonché marchiato dalla stessa. Nel corso del 2005, la beta 1 è progredita con nuove versioni, di cui l'ultima del 2005, risale al 21 novembre.

### Beta 2
Windows Defender Beta 2 uscì il 13 febbraio 2006. Il design del programma era completamente cambiato, quindi anche il nome. L'interfaccia della Beta 2 prende spunto dal design e dalle icone di Windows Vista. Aggiunte anche nuove funzionalità utili come la cancellazione delle tracce personali, quali file temporanei, cookie, cronologia di Windows Media Player.

### Finale
La versione stabile in lingua italiana è stata pubblicata il 1º febbraio 2007 per tutti i sistemi operativi supportati, pochi giorni dopo l'uscita di Windows Vista in cui è integrato.
Da agosto 2016, con l'anniversary update di Windows 10, Microsoft ha potenziato Windows Defender: pianificazione della scansione, riepilogo risultati, introduzione di due nuovi servizi: Windows Defender Advanced Threat Protection e Windows Information Protection.

## Funzioni avanzate

### Protezione in tempo reale
Dalle opzioni di Windows Defender, è possibile configurare le opzioni e le modalità della protezione in tempo reale come:
- Autostart: Il monitoraggio dei programmi e la protezione vengono attivati automaticamente all'avvio di Windows
- Opzioni: Monitora le impostazioni riguardanti la sicurezza in Windows
- Add-on Internet Explorer: Monitora automaticamente i siti visitati quando Internet Explorer è aperto
- Configurazione Internet Explorer: Monitora le impostazioni del browser
- Download Internet Explorer: Monitora file e programmi designati per lavorare con Internet Explorer
- Servizi e Driver: Monitora i driver e i servizi che lavorano con il computer
- Esecuzione applicazioni: Monitora i programmi che vengono eseguiti all'avvio, e le attività che svolgono
- Add-on per Windows: Monitora gli add-on (o software utili) per Windows
- Antimalware Service Executable: Avvia il processo in background per la protezione in tempo reale[5]

### Integrazione con Internet Explorer
Windows Defender ha una perfetta integrazione con Internet Explorer, in quanto analizza file e programmi scaricati con questo, e protegge contro eventuali software maligni che cercano di installarsi. Questa implementazione è molto simile ad altri programmi che si trovano sul mercato.

## Microsoft Defender
Windows Defender non va confuso con Microsoft Defender che è l'app antimalware compresa nel pacchetto Microsoft 365 (e presente singolarmente su Microsoft Store). Microsof Defender, a differenza di Windows Defender, è utilizzabile unicamente tramite account Microsoft e consente di proteggere altri dispositivi (PC, Apple e Android).